# 香短星菊
香短星菊（学名：Brachyactis anomalum）为菊科短星菊属的植物。分布在尼泊尔、克什米尔、锡金以及中国大陆的西藏等地，生长于海拔3,300米至4,000米的地区，常生于高山灌丛中边缘以及山坡草丛中，目前尚未由人工引种栽培。